# 白氏玉蟹
白氏玉蟹（学名：Leucosia whitei）为玉蟹科玉蟹属的动物。分布于澳大利亚、东印度群岛、安达曼、东非以及中国大陆的南沙群岛等地，生活环境为海水，一般生活于水深50米以及粗沙质底。该物种的模式产地在澳大利亚东岸。